# Fort-Randall-Talsperre
Die Fort-Randall-Talsperre (englisch: Fort Randall Dam) ist ein Staudamm, der den Missouri in South Dakota zum Stausee Lake Francis Case aufstaut.
Die Talsperre ist Teil des Staudammprojektes „Pick-Sloan-Programms“ zur Entwicklung der Wasserressourcen im Missouri-Gebiet. Der Bau der Talsperre wurde im Flood Control Act von 1944 beschlossen. Das US Army Corps of Engineers begann 1946 mit dem Bau des Dammes. Präsident Dwight D. Eisenhower drückte 1954 den Knopf zur ersten Stromerzeugung. Bei Fertigstellung 1956 lagen die Kosten für den Staudamm und den Stausee bei 200 Millionen US-Dollar.
Der Staudamm steht im Südosten von South Dakota in Sichtweite des namensgebenden Fort Randall nahe bei Pickstown (South Dakota) 19 km westlich von Wagner am South Dakota Highway 46 und 40 km nordöstlich von Spencer (Nebraska) am U.S. Highway 281. Der Name kommt von Colonel Daniel W. Randall, der früher einmal Schatzmeister bei der Armee war. Das Reservoir ist nach dem früheren Abgeordneten und Senator von South Dakota, Francis H. Case, benannt. Es reicht 171 km weit bis zum Big Bend Dam bei Fort Thompson.
Die acht Generatoren des Wasserkraftwerks können jeweils 40 MW erzeugen, das macht zusammen 320 MW. Das ist genug, um 245.000 Haushalte mit Strom zu versorgen.
Für die Wasserfläche des Stausees gibt es die widersprüchlichen Angaben 413 km², 346 km² oder 479 km², für den Speicherinhalt werden 5700 Mio. m³ oder 7000 Mio. m³ angegeben.

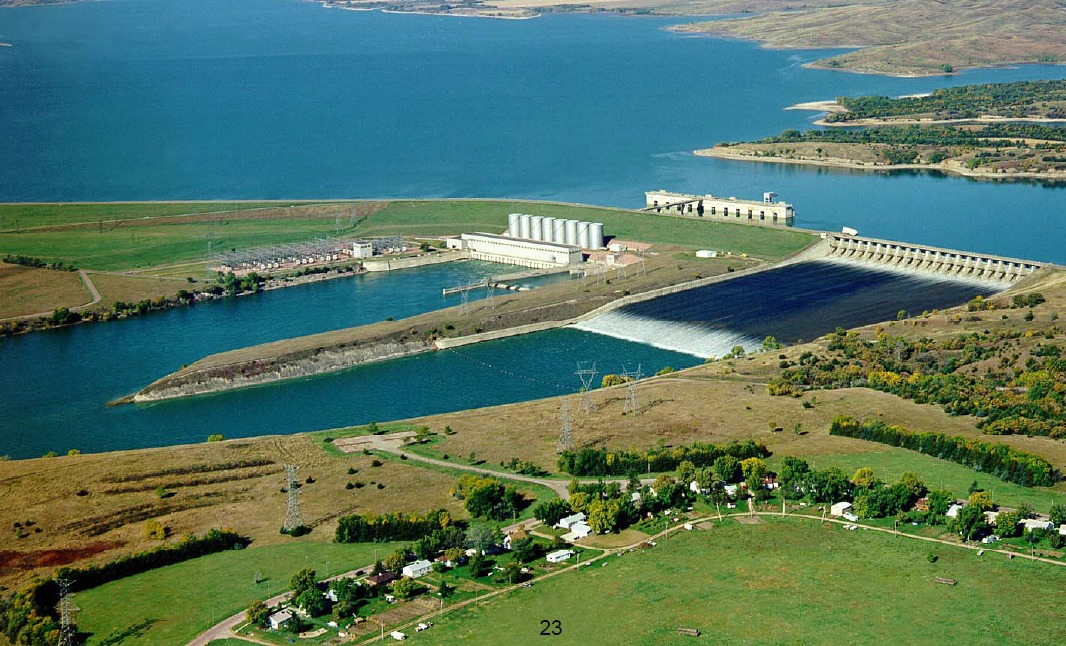
Luftbild der Talsperre und des Stausees
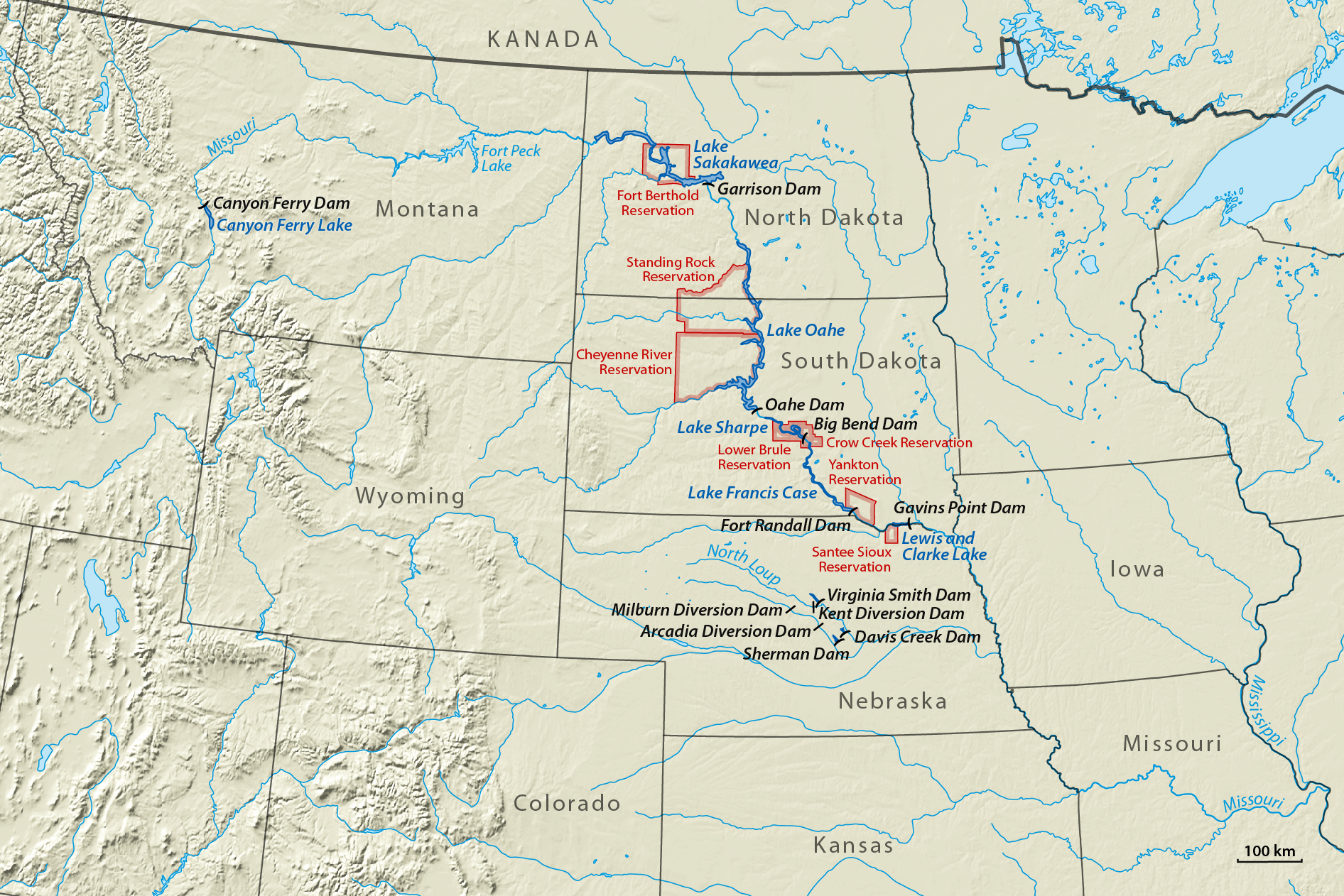
Lage der Staudämme des Pick–Sloan-Projekts sowie der von Überflutungen betroffenen Indianerreservate